# Nymfes
Nymfes (griechisch Νύμφες (f. pl.)) ist ein Stadtbezirk und Dorf im Norden der griechischen Insel und Gemeinde Korfu. Es liegt etwa nördlich der Inselhauptstadt Kerkyra.
Nymfes zählt 642 Einwohner und bildet gemeinsam mit Platonas den Stadtbezirk (Δημοτική Κοινότητα Νυμφών Dimotikí Kinótita Nymfón) im Gemeindebezirk Thinali.
Der Name leitet sich von den Nymphen ab, die hier in den Quellen gebadet haben. Die Quelle ist auch heute noch vorhanden.
Ein gleichnamiger Wasserfall befindet sich 2,5 Kilometer südöstlich vom Dorf entfernt und ist über eine Straße erreichbar.

## Einwohnerentwicklung
Einwohnerentwicklung von Nymfes
| Name     | griechischer Name | Code       | 1920 | 1928 | 1940 | 1951 | 1961 | 1971 | 1981 | 1991 | 2001 | 2011 |
| -------- | ----------------- | ---------- | ---- | ---- | ---- | ---- | ---- | ---- | ---- | ---- | ---- | ---- |
| Nymfes   | Νύμφες            | 3203010601 | 1001 | 1116 | 1034 | 925  | 893  | 863  | 775  | 813  | 756  | 642  |
| Platonas | Πλάτωνας (m. sg.) | 3203010602 |      |      | 179  | 313  | 277  | 274  | 254  | 292  | 368  | 353  |
| Gesamt   | Gesamt            | 32030106   | 1001 | 1116 | 1213 | 1238 | 1170 | 1137 | 1029 | 1105 | 1124 | 995  |